# Ron Kennedy Trophy
Il Ron Kennedy Trophy è il premio che viene assegnato annualmente al Most Valuable Player della ICE Hockey League.
Il premio è stato assegnato per la prima volta al termine della stagione 2008-2009, ed è stato intitolato al giocatore ed allenatore canadese Ron Kennedy, a lungo attivo in Austria (allenò anche la nazionale) e che morì di cancro nel luglio 2009, a partire dalla stagione successiva.
Il vincitore viene scelto dai giornalisti sportivi accreditati.

## Albo d'oro
| Stagione  | Squadra              | Vincitore                           | Ruolo                                                        |
| 2008-2009 | Red Bull Salisburgo  | Thomas Koch                         | Centro                                                       |
| 2009-2010 | Black Wings Linz     | Alex Westlund                       | Portiere                                                     |
| 2010-2011 | Vienna Capitals      | Benoît Gratton                      | Centro                                                       |
| 2011-2012 | Olimpija Lubiana     | John Hughes                         | Centro                                                       |
| 2012-2013 | KAC                  | Jamie Lundmark                      | Centro                                                       |
| 2013-2014 | Villacher SV         | Derek Ryan                          | Centro                                                       |
| 2014-2015 | Black Wings Linz     | Brian Lebler                        | Ala destra                                                   |
| 2015-2016 | Orli Znojmo          | Colton Yellow Horn                  | Ala sinistra                                                 |
| 2016-2017 | Vienna Capitals      | Riley Holzapfel                     | Centro                                                       |
| 2017-2018 | Vienna Capitals      | Rafael Rotter                       | Ala destra https://www.erstebankliga.at/news/?id/10657/82255 |
| 2018-19   | Vienna Capitals      | Austria Peter Schneider             | Ala destra                                                   |
| 2019-20   | EC Red Bull Salzburg | Stati Uniti Jean-Philippe Lamoureux | Portiere                                                     |
| 2020-21   | EC KAC               | Danimarca Sebastian Dahm            | Portiere                                                     |
| 2021-22   | EC Red Bull Salzburg | Austria Peter Schneider             | Ala destra                                                   |
| 2022-23   | HC Innsbruck         | Canada Brady Shaw                   | Portiere                                                     |
| 2023-24   |                      |                                     |                                                              |